# Novodevitje Kirkegård (Sankt Petersborg)
Novodevitje Kirkegård (russisk Новодевичье кладбище) er en historisk kirkegård i Sankt Petersborg i den sydvestlige del af byen nær Moskvatriumfbuen. Kirkegården er opkaldt efter det historiske Voskresenskij Novodevitje-kloster. I 1800-tallet var det den næstmest prestigefyldte kirkegård efter Tikhvin Kirkegård ved Aleksander Nevskij Klostret.
Kirkegården blev grundlagt i 1845, da Smolnyjklostret flyttede dertil. De første begravelser er fra 1859. I 1920'erne og 1930'erne blev kirken revet ned af de sovjetiske myndigheder (1929) og mange gravsteder blev ødelagt, mens andre grave blev flyttet til Tikhvin Kirkegården. I 1989 blev der udført et stort restaureringsarbejde på kirkegården.
Blandt de berømte personer, der ligger på Novodevitje Kirkegården er poeterne Nikolaj Nekrasov og Fjodor Tjuttjev, maler Mikhail Vrubel, arkitekten Leonti Benois, komponisten Nikolaj Rimskij-Korsakov, filologen Jakov Grot, forlæggeren A.F. Marx, skakspilleren Mikhail Tjigorin, politikeren Vjatjeslav Pleve og den opdagelsesrejsende Gennadij Nevelskoj.
Mange mennesker (selv folk fra Sankt Petersborg) forveksler kirkegården med Novodevitjekirkegården ved Novodevitje Klostret i Moskva.